# Rockhampton
Rockhampton je město v australském Queenslandu. Město leží na řece Fitzroy, asi 30 km od pobřeží Korálového moře a 520 km severoseverozápadně od Brisbane. Podle sčítání, které proběhlo v roce 2011, v Rockhamptonu žije 61 724 lidí. Rockhampton má přes 300 slunečných dnů v roce, takže je oblíbenou turistickou destinací.